# ورخنه‌سانزیاپوو
ورخنه‌سانزیاپوو (انگلیسی: Verkhnesanzyapovo) یک شهرک در شهرستان کوگارچینسکی جمهوری باشقیرستان در کشور روسیه است.